# レオン＝ポール・ファルグ
レオン＝ポール・ファルグ（Léon-Paul Fargue、1876年3月4日 - 1947年11月24日）は、フランスの詩人、随筆家。

## 概要
パリ生まれ。リセ・アンリ＝カトルでアンリ・ベルグソンに師事し、シャルル＝ルイ・フィリップ、アルベール・ティボーデ、アルフレッド・ジャリとの出会いを通して文学を志す。ランボーやラフォルグなどの象徴派の影響を受け、初期の『新フランス評論』誌に寄稿したが、文芸の特定の流派には所属せず、一匹狼的に創作活動を行った。1924年にポール・ヴァレリー、ヴァレリー・ラルボーとともに文学雑誌『コメルス』を創刊した。詩集に『タンクレード』（Tancrède、1895年『パン』誌掲載）、『詩集』（Poèmes、1912年）、『音楽のために』（Pour la musique、1914年）、『空間』（Espaces、1929年）、『ランプの下で』（Sous la lampe、1929年）、『浮沈子』（Ludions、1930年）などがある。

## 音楽家との交流
ファルグはラヴェル、サティなど、近代フランスの作曲家・音楽家との交際によって知られ、ドビュッシーやラヴェルに関する随筆も残している。
ファルグは1900年頃にラヴェルらと共に芸術サークル「アパッシュ」を旗揚げし、ドビュッシーの歌劇『ペレアスとメリザンド』など、当時の最先端の音楽を擁護した。
1917年のバレエ・リュス（ロシア・バレエ団）によるバレエ『パラード』（台本：ジャン・コクトー、音楽：エリック・サティ、美術：パブロ・ピカソ）に対するスキャンダルは、サティの裁判へと発展したが、ファルグはコクトーらとサティを擁護し、法廷に詰め掛けた。
また、1921年に行われたバレエ・スエドワ（スウェーデン・バレエ団）によるバレエ『エッフェル塔の花嫁花婿』（台本：コクトー、音楽：「フランス6人組」の合作）の初演の際には、ファルグは野次を飛ばす聴衆の顔をめがけてステッキを投げつけた。

## ファルグにまつわる楽曲
ラヴェルは初期のピアノ組曲『鏡』の第1曲「蛾」をファルグに献呈している。また、ファルグを讃えた『レ・フイユ・リーブル（Les Feuilles Libres）』1927年6月特別号のために、ラヴェルは彼の詩集『音楽のために』の中のテキストによる歌曲『夢』を作曲した。
エリック・サティはファルグの詩に基づき、歌曲「ブロンズの彫像」（『3つの歌曲』第1曲、1916年）、歌曲集『潜水人形』（1923年）を作曲。他にもジョルジュ・オーリック、フローラン・シュミットなどもファルグの詩に曲をつけている。